# جوولس هولاند
جوولس هولاند (بالإنجليزية: Jools Holland)‏ (و. 1958  م) هو موسيقي، وملحن، وعازف بيانو، وقائد فرقة ‏، ومقدم تلفزيوني بريطاني، ولد في لندن، يستخدم آلات بيانو، بدأ مشواره المهني سنة 1974.

## جوائز
حصل على جوائز منها:

نيشان الامبراطورية البريطانية من رتبة ضابط

## وصلات خارجية
- جوولس هولاند على موقع IMDb (الإنجليزية)
- جوولس هولاند على موقع ميوزك برينز (الإنجليزية)
- جوولس هولاند على موقع إن إن دي بي (الإنجليزية)
- جوولس هولاند على موقع أول ميوزيك (الإنجليزية)
- جوولس هولاند على موقع ديسكوغز (الإنجليزية)
- جوولس هولاند على موقع قاعدة بيانات الفيلم (الإنجليزية)

- جوولس هولاند في قاعدة بيانات الأفلام على الإنترنت